# 中国驻法国大使馆
中华人民共和国驻法兰西共和国大使馆（法語：Ambassade de la République Populaire de Chine en République Française），简称中国驻法国大使馆，是中华人民共和国驻法国的外交代表机构，位于巴黎第七区木樨街20号（20, Rue Monsieur）。该馆同时负责有外交关系、但没有派驻领事机构的摩纳哥的领事服务。

## 簡介

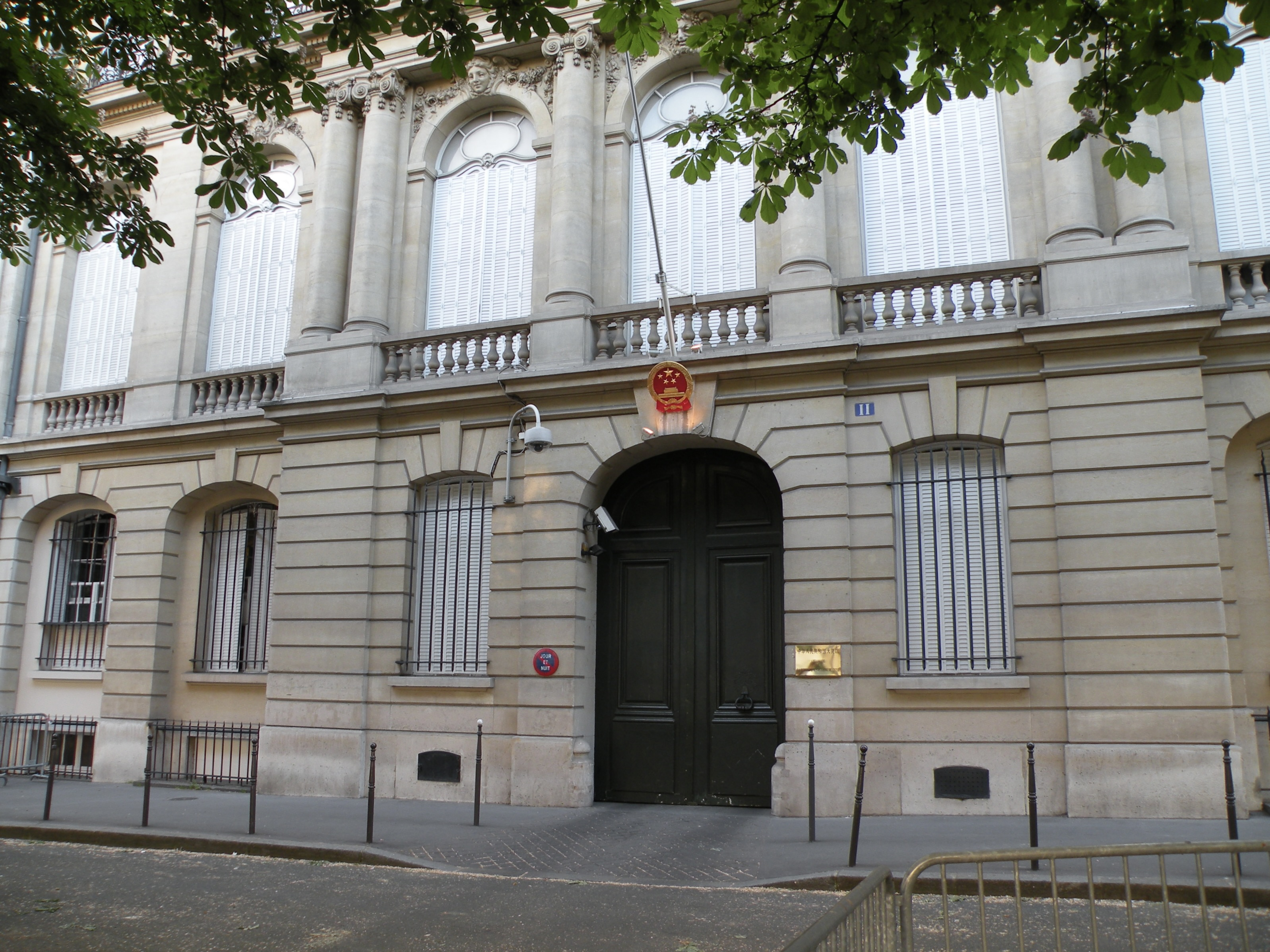
中国驻法国大使馆旧馆

1964年1月27日，中法发表联合公报，正式建立外交关系。中華民國政府不久即撤走驻法国的代表團，新中国驻法国使馆临时代办立即接收了原中華民國政府於巴黎第八区乔治五世大街11号大楼房产。。2017年4月1日，中国驻法国使馆本部迁入位于巴黎第七区木樨街20号新址。中国驻法国大使馆于2010年12月购得新馆房产，并于2014年正式动工。新馆由法国历史文化遗产孟德斯鸠公馆、行政楼、花园和庭院组成，毗邻法国总理府、外交部、联合国教科文组织总部、罗丹博物馆等，原使馆馆舍仍是中国驻法国大使馆的一部分，经过维修改造后，将作为使馆的新功能区继续使用。

## 機構設置
根據有關規定，中國駐法國大使館設置下列機構：
- 政治處
- 新聞與公共外交處
- 領事僑務處
- 經濟商務處
- 文化處
- 教育處
- 科技處
- 武官處
- 辦公室

## 領事館

### 驻斯特拉斯堡总领馆
总领事：潘昱旻
证件及签证等业务地区：大东部大区、勃艮第-弗朗什-孔泰大区（部分省份）
地址：斯特拉斯堡博坦街35号（35, rue Bautain）

### 驻马赛总领馆
总领事：何有麟
证件及签证等业务地区：普罗旺斯-阿尔卑斯-蓝色海岸大区、奥克西塔尼大区、科西嘉大区
地址：马赛卡玛诺尔大道20号（20, boulevard Carmagnole）

### 驻里昂总领馆
总领事：于江
证件及签证等业务地区：奥弗涅-罗讷-阿尔卑斯大区
地址：里昂第六区迪凯纳街69号（69, rue Duquesne）

### 驻圣但尼总领馆
总领事：陈小雷
证件及签证等业务地区：留尼汪
地址：留尼汪圣但尼戴高乐将军大街50号（50, Rue Général de Gaulle）

### 驻帕皮提领事馆
馆长领事：田立晓
证件及签证等业务地区：法屬玻里尼西亞
地址：法属波里尼西亚帕皮提普纳奥亚泰纳41号（41, Résidence Taina, Punnauia）

## 争议

### 发表贬抑欧美各国与指责台湾攻击谭德赛的文章争议
2020年4月12日，中国驻法国大使馆因在其网站用中文和法文双语发表一系列贬抑欧美各国和称赞中国抗疫的争议性文章，引起了法国各党派人士的强烈不满，其中一篇名为《还原被歪曲的事实:一名中国驻巴黎外交官的观察》的文章，因法文版内容使用缩写词「Ehpad」（指供养老人的住宿场所）指责疗养院的护理人员放弃了职务，让老人们在饥饿和疾病中死去，引起法国各界的关注。法国外交部对此于同月14日传召中国驻法大使卢沙野表达抗议。另一篇文章因引述不具名中国外交官指控法国80多位议员联署声明支持的台湾当局用「黑鬼」字眼来攻击世界卫生组织总干事谭德赛，引起法国各党派人士与台湾当局批评中国外交机构散布虚假信息。在此事件上，中国外交部发言人赵立坚于4月13日例行记者会上对驻法国大使馆文章的回应不予置评，并表示是某些媒体，所谓的专家和西方政客散布的假新闻，亦表示这些人对中法合作与流行病的对抗中发表了毫无根据的批评。4月22日，中国驻法国大使馆澄清说明用「黑鬼」字眼来攻击谭德赛的是台湾当局，而80多位法国议员联署有关涉台文章支持的对象是台湾当局，而Ehpad「养老院」一词的描述是引自媒体对其他欧洲国家的报道，并不涉及法国。

### 发表不当言论攻击法国学者与议员的争议
2021年3月19日，中国驻法国大使馆发文辱罵法国战略研究基金会（FRS）学者安托万·邦达兹是「小流氓」（Petite frappe），引发法国舆论界的连声挞伐。安托万·邦达兹也对中国驻法大使馆在外国任意使用粗野的修辞，以及中国大使可以在法国领土上随意地辱骂记者和议员表示担忧。两日后，中国驻法使馆再次发表1600字的长文，強調推文反擊並無意辱罵安托万·邦达兹，而是蔑視，稱如果真有強硬的戰狼外交，乃是「瘋狗」自己挑釁和幻想出來的，而且法國輿論平常的尺度很大，言必稱言論自由，也對於部分西方政客的不當發言視而不見，卻獨對中國的蔑視小題大作，又称安托万·邦达兹是「疯狂的鬣狗」（hyènes folles），又称他只是一个「意识形态魔兽」（troll idéologique），并指控他们这些人「披着研究人员和媒体的外衣，疯狂地袭攻击中国」（s’affublent des habits de chercheurs et de médias et s’en prennent furieusement à la Chine），根本不配「學者」的資格，並發表社論，評價法國小部分的極端人士，竟然連同立場偏頗的議員一齊抵觸法國各界共同決定的政策，呼籲法國部分極端反華者：「多一些自尊吧，不要羞辱了中国人长期欣赏并怀有敬意的法国文明」，结果再次激起法国抗议声浪。安托万·邦达兹也再次谴责中国驻法国大使馆发文事件，并对中国外交人员在国外超越了外交礼仪后「完全不受惩罚」和「不加约束的言论」感到遗憾，并称该大使馆经常攻击中国政权的批评者或台湾的支持者。法国外交部于3月22日谴责中国大使馆攻击法国研究人员和议员的言论「不可接受」，并传唤中国大使卢沙野表示抗议。法国外交部发言人阿格尼斯·冯·德尔穆尔（Agnès von der Mühll）表明法国对于中国大使馆对独立学者的污辱以及和法国议员的争议，不仅令人无法接受，也完全不应存在于中国大使馆负责推动的法中关系里。吁请中国外交官有义务遵守维也纳公约与外国大使馆关于公众传播的基本规定，以及法国的分权原则和法律，并对计划前往台湾的议员受到威胁表示遗憾。法国外交部部长让-伊夫·勒德里昂当晚连发两则语气严峻的推文针对中国驻法使馆：「在我们与中国的关系中，没有任何可以侮辱和企图恐吓民选官员和研究人员的空间。我们支持那些体现言论自由和民主的人。永远无处不在。」和「中国驻法使馆针对欧洲议员、学者与外交人员的言论与行为完全不可接受。我已要求召见中国驻法大使，以严正提醒他这些讯息。」，中国驻法大使馆当日发文拒绝法国外交部的传召，改为隔日前往法国外交部说明针对欧盟制裁中国人员与机构，以及台湾的相关问题。

### 发表批评法国媒体言论
2021年10月25日，中国驻法国大使馆官网发出标题为「中国必须统一，也必然统一」的声明，批判法国《费加罗报》记者塞巴斯蒂安·法莱蒂（Sébastien Falletti）的多篇文章上斥着谎言，严重误导了公众，并指出这些文章编造「民主对威权」的虚假叙述。中国驻法国大使馆声明：《费加罗报》相关文章将台湾领导人蔡英文描述为民主主义的拥护者，并暗示中国的统一将意味着威权模式和军事力量的胜利，但实际上，蔡英文为首的台独势力，乃至台湾本身，都不能代表民主。认为蔡英文自上台以来，民进党在台湾建立了「绿色恐怖」；党派政治斗争、腐败、滥用职权、权势兜售等，而台湾不少资深独立人士，都是日占台湾殖民勾结者的后裔。强调台湾自古以来就是中国领土不可分割的一部分，指早在公元230年，与罗马帝国同时代的中国三国时期，东吴已派遣人员前往开发和管理台湾岛屿，比法国的历史更早。中国用什么手段解决台湾问题，纯属中国国内问题，任何主权国家都有权使用一切必要手段，包括军事手段，并呼吁塞巴斯蒂安·法莱蒂应该向弗雷德里克·勒梅特（Frédéric Lemaître）学习，因为他在报道中说了一句实话，称台湾海峡两岸因为蔡英文的上任直到2016年结束了对话。而《费加罗报》在塞巴斯蒂安·法莱蒂的社论中评论中国对台湾使用军事手段将引发「第三次世界大战」和呼吁劝阻中国是可耻的。表示中国的完全统一将是地区和平与稳定的最有利因素，提醒法国某些媒体人，应「恪守职业道德和尊重事实」。
10月27日，无国界记者（RSF）向卢沙野发表一篇〈我们礼貌地呼吁中国驻巴黎大使停止对记者的肆意谩骂〉的评论，坚持认为外交官没资格教导如何报导新闻，尤其是当涉及新闻自由的世界上最糟糕的政权之一。无国界记者协会秘书长克里斯托夫·德洛尔 （Christophe Deloire）批评中国大使卢沙野对《费加罗报》的亚洲记者塞巴斯蒂安·法莱蒂 （Sébastien Falletti）和暗示《世界报》驻北京记者弗雷德里克·勒梅特（Frédéric Lemaître）经常捏造文章的攻击，并无耻地敦促法国媒体「严格遵守道德规范」和「尊重事实」的声明表示不满。克里斯托夫·德洛尔发表声明：「我们非常有礼地要打电话给他，以彻底结束他对新闻媒体的肆意谩骂。如果卢沙野认为法国媒体对他的口味来说过于独立，他可以自由地要求将他转移到另一个威权国家，例如朝鲜，在那里他会有宾至如归的感觉，因为只有政权宣传有权力说话」。

### 散布虚假信息
2022年7月12日，中国驻法使馆官方推特转发中国媒体的一条消息，声称美国专家非常确信新冠病毒来自美国实验室。有关虚假信息将《柳叶刀》杂志的新冠病委员会杰弗里·萨克斯在西班牙举行的一次会议上做出的一个声明「I’m pretty convinced it came out of US lab biotechnology — not out of nature」（我非常确信它来自于美国实验室的生物技术——而不是来自于自然界）翻译成：「新冠病毒不是来自自然界，而是来自美国的生物技术实验室」，并在俄罗斯和中国国内的许多新闻网站转载。实际上萨克斯有关言论与两篇新冠溯源的文章有关，萨克斯明确地指出：「如果该病毒确实来自实验室研究和实验，那么几乎可以肯定它是由中国研究人员使用的美国生物技术和专有技能创造的」。

### 把美國太空人照片當中國太空人照片
2023年9月9日，中國駐法國大使館在Twitter上的推文寫道：「神舟15號團隊3位太空人週四（2023年9月7日）因對中國太空計畫的服務而獲獎。」並配上一名太空人在外太空，以地球為背景所拍攝的照片。被網友發現，照片中的太空人並非中國太空人，而是配戴美國國旗臂章的美國太空人。巴丟草轉發並搭配美國臂章放大圖：「這是中國國旗嗎？」。

## 外部連結
- 维基共享资源上的相關多媒體資源：中国驻法国大使馆
- 中华人民共和国驻法兰西共和国大使馆官方网站（简体中文）（法文）
- 中国驻法国大使馆的Facebook專頁
- 中国驻法国大使馆的X（前Twitter）
- 中国驻法国大使馆的Instagram帳戶